# Live at the Isle of Wight Festival 1970 (The Who)
Live at the Isle of Wight Festival 1970 è un doppio album dal vivo del gruppo rock britannico The Who, pubblicato nel 1996 ma registrato 26 anni prima, durante il Festival dell'Isola di Wight.

## Tracce
Tutti i brani sono stati scritti e composti da Pete Townshend, eccetto dove indicato.

### CD 1
1. Heaven and Hell (John Entwistle) – 5:16
2. I Can't Explain – 2:45
3. Young Man Blues (Mose Allison) – 6:06
4. I Don't Even Know Myself – 6:11
5. Water – 10:53
6. Overture – 5:08
7. It's a Boy – 1:33
8. 1921 – 2:27
9. Amazing Journey – 3:19
10. Sparks – 5:10
11. Eyesight to the Blind (The Hawker) (Sonny Boy Williamson II) – 1:58
12. Christmas – 3:25

### CD 2
1. The Acid Queen – 3:41
2. Pinball Wizard – 2:50
3. Do You Think It's Alright? – 0:22
4. Fiddle About (Entwistle) – 1:15
5. Tommy Can You Hear Me? – 0:58
6. There's a Doctor – 0:22
7. Go to the Mirror! – 3:32
8. Smash the Mirror – 1:16
9. Miracle Cure – 0:13
10. I'm Free – 2:24
11. Tommy's Holiday Camp (Keith Moon) – 1:01
12. We're Not Gonna Take It! – 9:37
13. Summertime Blues (Eddie Cochran, Jerry Capehart) – 3:24
14. Shakin' All Over/Spoonful/Twist and Shout (Johnny Kidd/Willie Dixon/Phil Medley, Bert Russell) – 6:27
15. Substitute – 2:10
16. My Generation – 7:15
17. Naked Eye – 6:33
18. Magic Bus – 4:35

## Formazione
- Roger Daltrey – voce, tamburello, armonica
- John Entwistle – basso, voce
- Keith Moon – batteria, percussioni, voce
- Pete Townshend – chitarra, voce